# Boothby Pagnell
Boothby Pagnell – wieś w Anglii, w hrabstwie Lincolnshire, w dystrykcie South Kesteven. Leży 41 km na południe od Lincoln i 154 km na północ od Londynu.